# 天主教佩滕宗座代牧區
天主教佩滕宗座代牧區（拉丁語：Vicariatus Apostolicus de El Petén）是瓜地馬拉一個羅馬天主教宗座代牧區，直屬教廷。
代牧區前身是一個宗座署理區，成立於1951年3月10日，1984年2月3日升為代牧區。
代牧區位於佩滕省，教座位於弗洛雷斯。2010年有教友560,000人（佔轄區總人口74.4%）、十七個堂區、廿九名司鐸。現任宗座代牧為馬里奧·菲安德里。